# Percefleur charbonnier
Diglossa carbonaria
Espèce
Statut de conservation UICN

 LC  : Préoccupation mineure
Le Percefleur charbonnier (Diglossa carbonaria) est une espèce de passereau d'Amérique du Sud appartenant à la famille des Thraupidae. D'après Alan P. Peterson, c'est une espèce monotypique.

## Répartition géographique
On le trouve en Argentine et en Bolivie.

## Habitat
Il habite les montagnes humides, les zones arbustives de très haute altitude et les forêts dégradées.